# Alta Bretanya

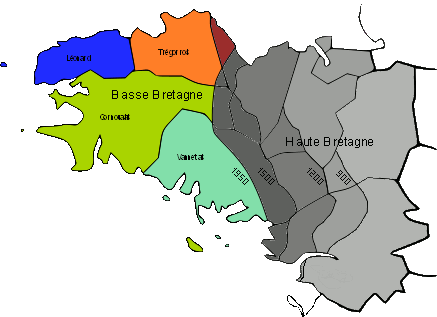
Alta Bretanya, gris, Baixa Bretanya, colors

L'Alta Bretanya (Haùtt-Bertaèyn en gal·ló, Breizh Uhel en bretó) és la part oriental de la Bretanya.
Tradicionalment, correspon a la part de parla gallo de la Bretanya, mentre que la Baixa Bretanya està formada per la part de parlabretó. La parla regional és el gallo, llengua d'oïl específica de la regió.
Comprèn els actuals departaments d'Illa i Vilaine i Loira Atlàntic Aixa com els parts orientals dels departaments d'Ar Mor-Bihan i Costes del Nord (seguint la línia Saint-Brieuc-Gwened) i alguns municipis de Maine-et-Loire i de la Vendée (Marques de Bretanya). Comprèn les divisions tradicionals de Bro Zol, Bro Sant Malou, Bro Roazhon, Bro Naoned i Penteur.